# Майдан-Лабунь
Майда́н-Ла́бунь (також Майдан-Старолабунський) — село в Україні, у Михайлюцькій сільській громаді Шепетівського району Хмельницької області. Населення села становить 226 осіб (2007).

## Географія
Майдан-Лабунь розташований на правому березі річки Смолка, лівій притоці Случі, у місці, де до неї впадає її права притока — Новачка. На східній околиці села проходить кордон Житомирської області.

## Історія
У 1906 році село Хоровецької волості Ізяславського повіту Волинської губернії. Відстань від повітового міста 63 верст, від волості 20. Дворів 129, мешканців 839.

## Населення
Згідно з переписом УРСР 1989 року чисельність наявного населення села становила 321 особа, з яких 140 чоловіків та 181 жінка.
За переписом населення України 2001 року в селі мешкало 226 осіб. 100 % населення вказало своєю рідною мовою українську мову.

## Релігія
В селі була церква, яку зруйнували більшовики (комуністи) в 1930-х роках. За переказами старих людей, всі односельці, котрі руйнували святиню, загинули в Другій світовій війні[джерело?].